# Schwedenschanze (Achatzberg)
Die Schwedenschanze von Achatzberg liegt im Ortsteil Achatzberg der Marktgemeinde Klam in Oberösterreich auf der Bergkuppe Burgstall. Andere Namen sind: Burgstallberg, zweite Burg Clam, Erdwerk Clam II, Erdwerk Clam III, Erdwerk Clam IV. Schwedenschanze ist der volkstümliche Name.

## Geschichte
Zur Geschichte der Schwedenschanze bzw. des Burgstallberges bei Achatzberg gibt es nur Vermutungen. Belastbare Nachweise fehlen zumeist.
Die noch erkennbaren Wall- und Grabenanlagen am Burgstallberggelände könnten aus der Hallstatt- oder Eisenzeit stammen. Diese Zuordnung stützen Funde eines Heimatforschers aus Grein: Er konnte in den 1930er-Jahren verzierte Gefäßscherben mit in die Hallstattzeit verweisendem Würfelaugenmuster bergen.
Das auf der Bergkuppe des Burgstallberges erkennbare Plateau erscheint dagegen jünger und mittelalterlich. Es kommt als Standort einer zweiten Burg Clam in Frage. Diese Zuordnung stützt eine Urkunde um das Jahr 1150, die zwei Burgen Clam (duo castra Chlamme) nennt als Eigentum von Otto und Walchun von Machland.
Mit Beginn der frühen Neuzeit machten Bedrohungen durch hussitische, schwedische (ab 1641), türkische (1663) und andere Heerscharen es notwendig, auch im Mühlviertel Schanzanlagen zu errichten und alte Wehranlagen zu reaktivieren. Bekannte Beispiele von Schwedenschanzen sind Oberhaag und Bad Leonfelden. Ob die Wallanlagen am Burgstallberg auch reaktiviert wurden und damit der Name Schwedenschanze berechtigt ist, müsste noch verifiziert werden, denn viele der erhaltenen Erdwerke in den Wäldern wurden auch zu anderen Zeiten errichtet und fälschlicherweise mit den Schweden in Verbindung gebracht.
1978 wurde die Bergkuppe des Burgstallberges vom Amt der OÖ Landesregierung detailliert vermessen.

## Beschreibung
Auf dem Burgstallberg bei Achatzberg und hoch über der Schlucht des Klambaches findet man verborgen unter Wald und Gesträuch erhebliche Substruktionen von urgeschichtlichen Wall- und Grabenanlagen und mittelalterlichen Befestigungen. Die Wallanlagen grenzen den Burgstallberg deutlich ab vom davor liegenden Hügelland des Mühlviertels, dem historischen Machland.
Das nördliche und mittelalterliche Burgstallplateau, auch Burgstallberg I bezeichnet (Lage), ist oval, etwa 38 Meter lang und rund 24 Meter breit und hat gemäß Vermessungsplan eine Fläche von 802 m². Höhenlage 355 m. Gut erkennbare Erdwulste umgeben das Plateau gänzlich. In den Erdwulsten stecken Reste von Quaderfüllmauerwerk (zweiseitig Mauerschalen aus Quadersteinen, Bruchsteine im Mauerkern). Bei den Vermessungsarbeiten 1978 waren am Nordrand des Plateaus noch ein Fundamentstein der Mauer (66 × 46 cm) und zwei darüberliegende Steinquader (27 × 15 cm bzw. 45 × 15 × 22 cm) zu sehen. Dass hier einst eine zweite Burg Clam gestanden sein könnte, ist im Kapitel Geschichte schon erwähnt. Überraschend ist zudem, dass die Distanz zur Burg Clam auf der anderen Seite der Klambach-Schlucht mit 225 m Luftlinie recht klein ist. Nordöstlich grenzt ein neuerer Steinbruch an die Bergkuppe. Das Burgstallplateau blieben trotzdem einigermaßen ungestört erhalten.
Davor und im Süden liegt das etwa 150 Meter lange Vorburggelände. Fläche etwa 6600 m². Im Nordwesten begrenzt und schützt das Vorburggelände der natürliche Steilabfall. Er reicht hinab bis zum schluchtartig eingezwängten Klambach, ist mit Felsen durchsetzt und rund 90 m hoch. Wiederum davor und im Südosten verläuft eine vermutlich ältere bogenförmige Wallanlage, auch Burgstallberg II bezeichnet (Lage). Die Gesamtfläche des Burggeländes innerhalb dieser Wallanlage ergibt sich mit etwa 7600 m².
Die bogenförmige Wallanlage ist im Waldgelände noch immer auffällig sichtbar. Der bogenförmige Ringwall (oder Bering) dieser Anlage hat eine Länge von etwa 240 m. Südlich im Wallverlauf befindet sich ein Einschnitt (Lage). Dort erscheint der Wall noch immer 5 m hoch. Der Einschnitt war wenn nicht ein forstwirtschaftlicher Bringungsweg so vielleicht ein alter Eingang in das Wallinnere. Eine Geländevertiefung neben dem Einschnitt mag von der 1930er-Grabung des Heimatforschers aus Grein stammen.
Den Wall kennzeichnen weiters burgstallähnliche Plateaus an den Enden. Das kleine südliche, auch Burgstallberg III bezeichnete Plateau (Lage) ist eher dreieckig, etwa 20 m lang und hat eine Fläche von etwa 200 m². Ein gut erkennbarer Halsgraben umgibt dieses Plateau noch immer im Osten.
Davor im Süden und den Hauptwall ergänzend gibt es noch zwei bis drei zusätzliche Vorwälle und Gräben auf einer Länge von etwa 180 m. Auch das Ende des Vorwalls im Osten kennzeichnet ein burgstallähnliches Plateau, Länge etwa 20 m, Fläche etwa 200 m², Höhenlage 331 m, nun stark verschliffen.
Ein weiteres Erdwerk, auch Burgstallberg IV bezeichnet (Lage) ist etwa 0,3 km (Luftlinie) weiter südlich oberhalb der Schlucht des Klambaches zu finden. Höhenlage 295 m. Im Gelände sind längliche Wall- und Grabenanlage erkennbar. Mittlere Anlagenbreite 15 m, Länge 62 m. Als Besonderheit enthält die Grabensohle einen kleinen Stolperwall (Zwischenwall), der eine schnelle Übersetzung des Grabens zu Pferde verhindern konnte. Eine (Wieder-)Verwendung des Erdwerks zu Zeiten der Schwedengefahr (1648) wird ihm den volkstümlichen Namen Schwedenschanze beschert haben. Keramikfunde verweisen auf eine frühere Entstehung. Der Bau von Andachtsplätzen und -wegen für alternative Bestattungen verursachte 2016 erhebliche Störungen (Planierungen). 
Erreichbar sind die Substruktionen am Burgstallberg ab dem Haus Achatzberg Nr. 10 auf Waldwegen. Zum Erdwerk Burgstallberg IV kann den Wegweisern zum alternativen Friedhof Friedwald Clam gefolgt werden. Privatbesitz. Kein Denkmalschutz.

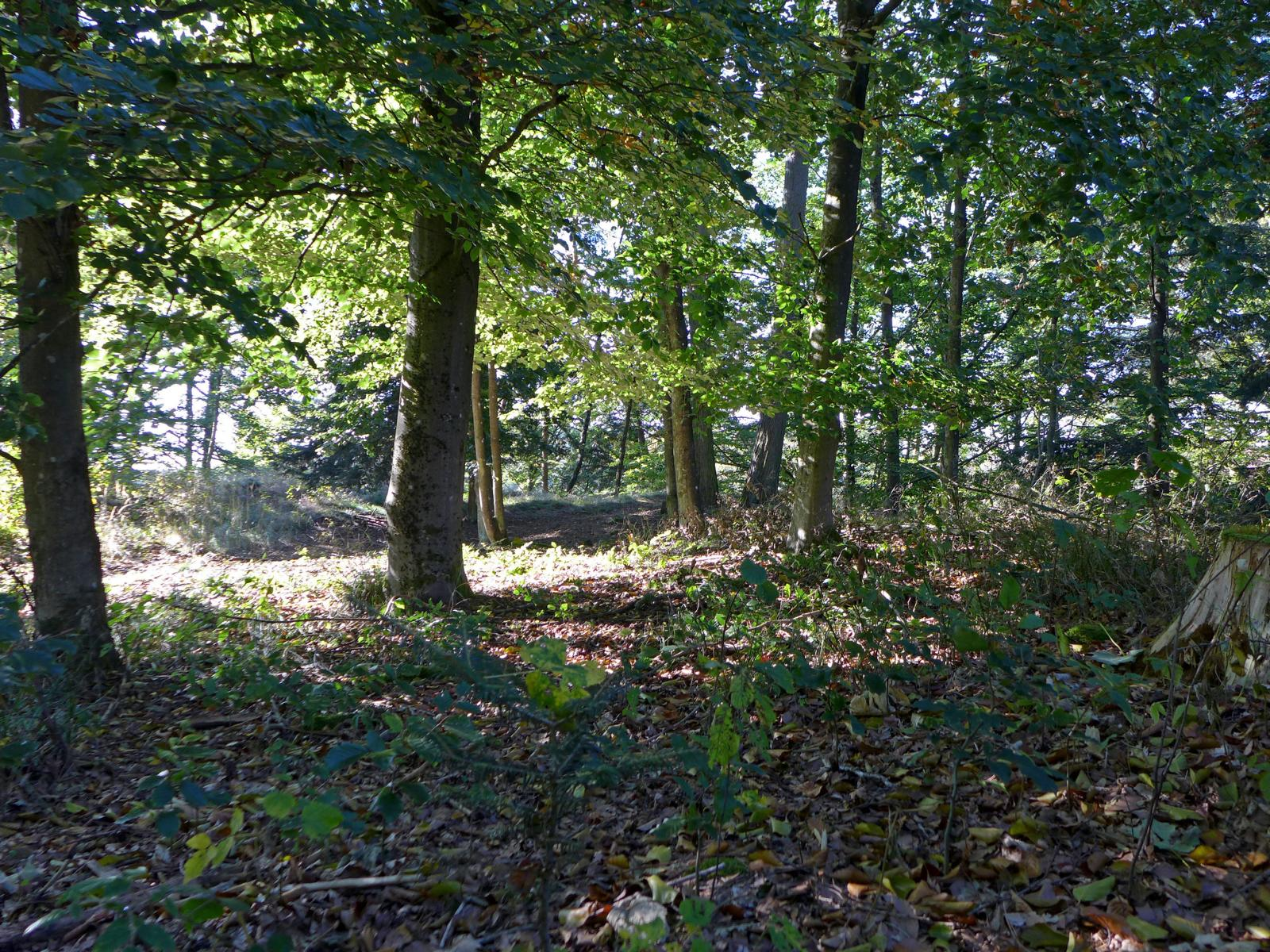
Burgstallberg I. Grosses nördliches Burgstallplateau.
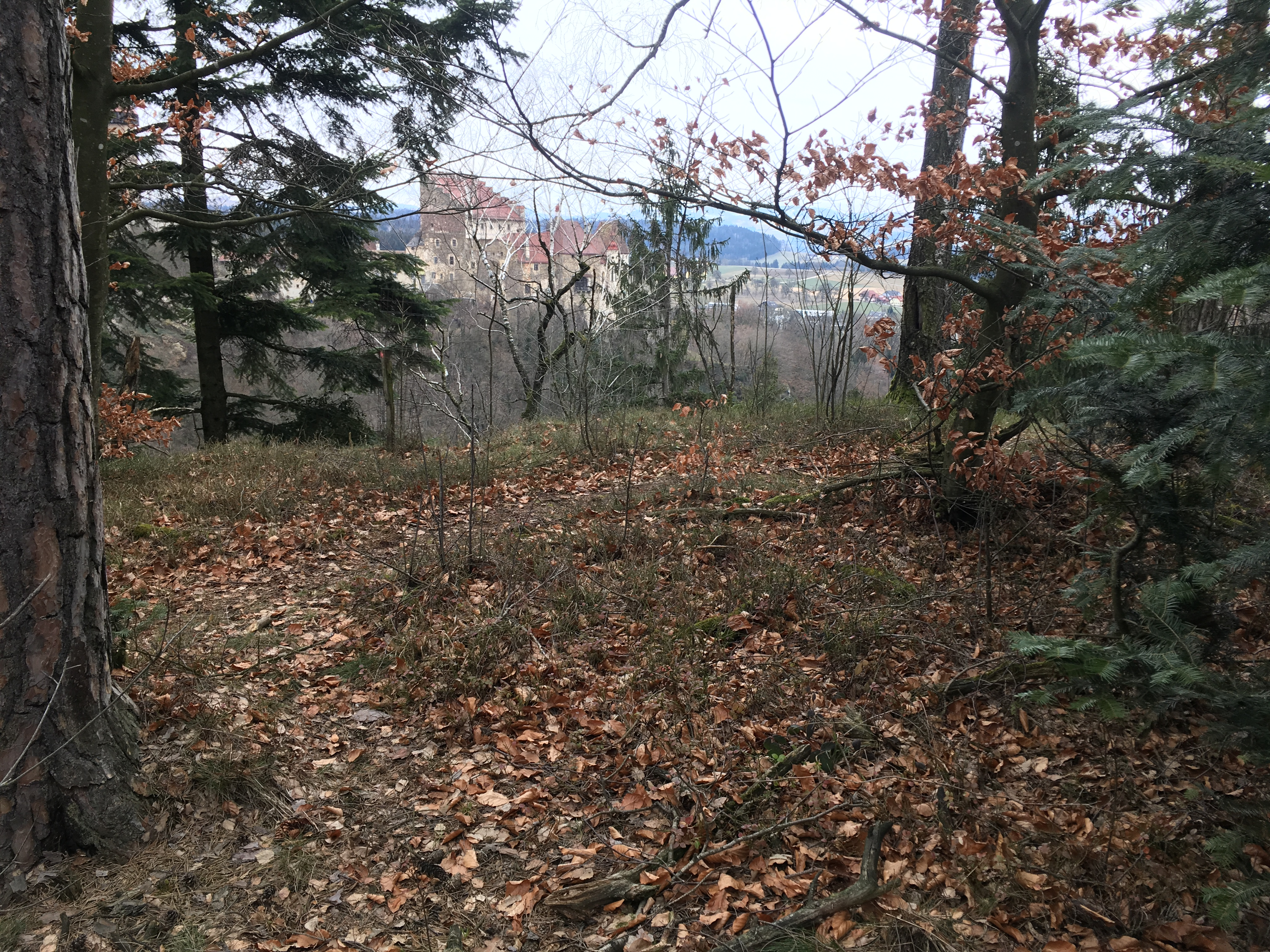
Burgstallberg I. Im Hintergrund die Burg Clam. Distanz 265 m
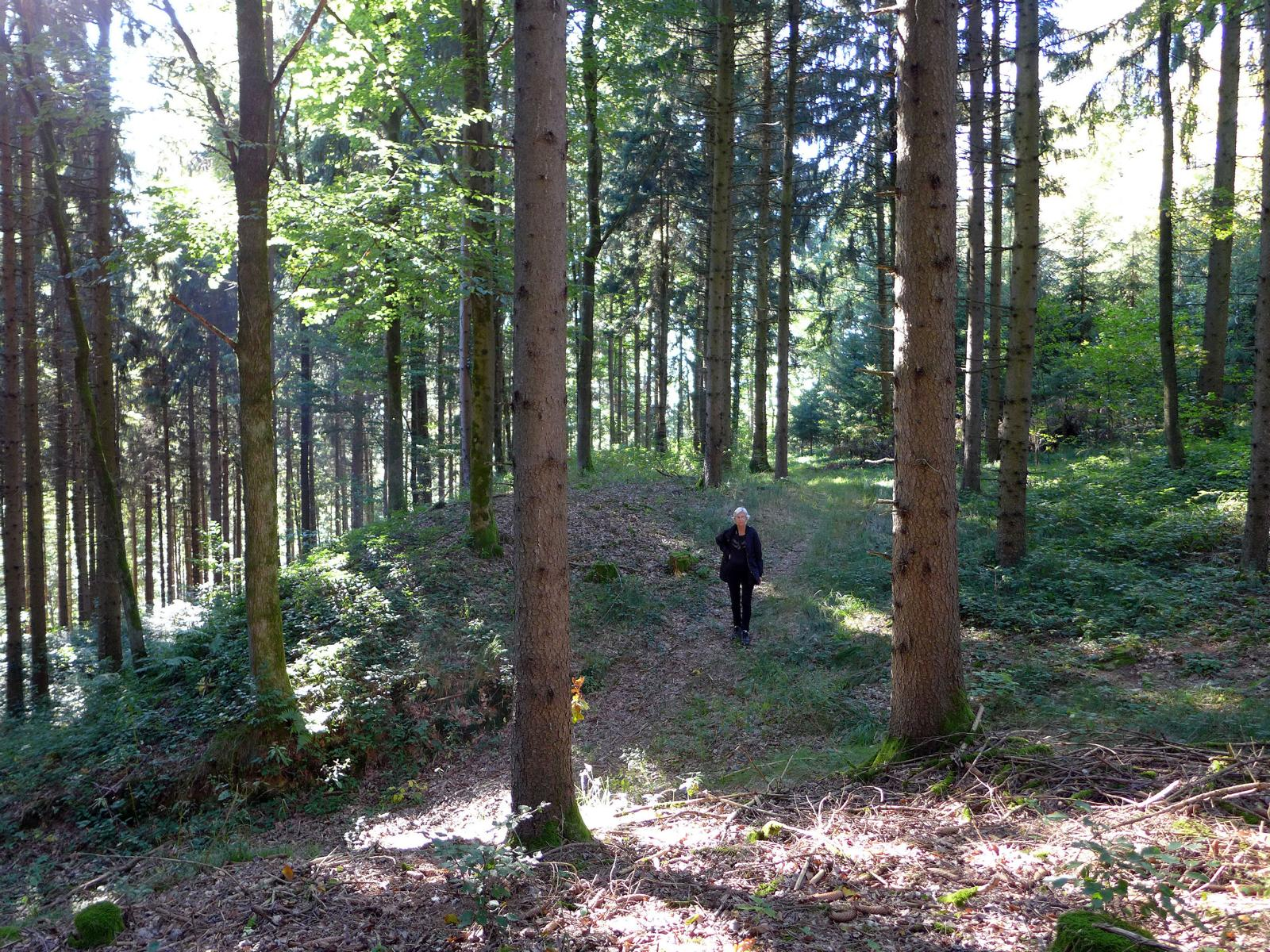
Burgstallberg II. Wallanlage mit Einschnitt
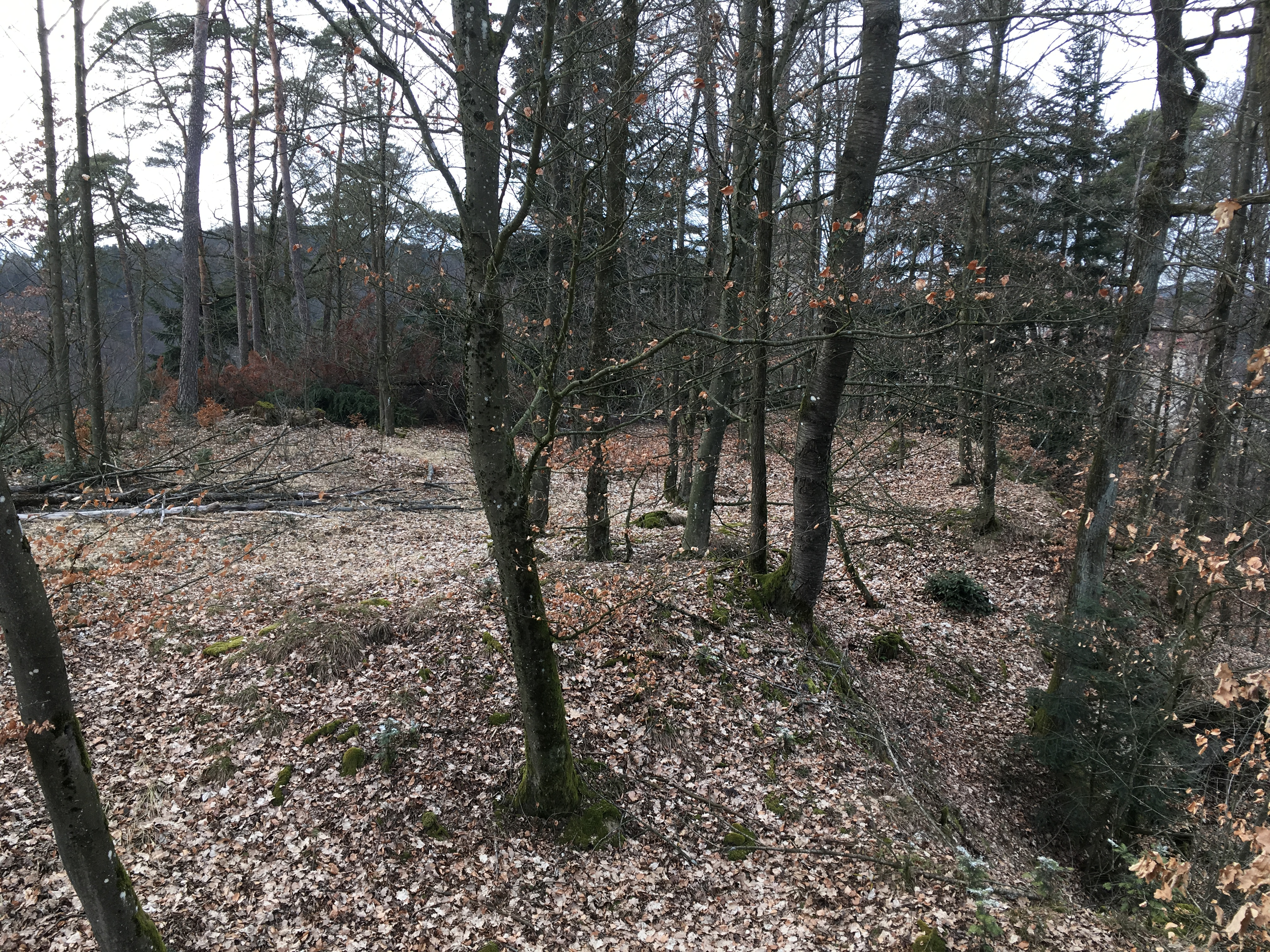
Burgstallberg III. Kleines südliches Burgstallplateau
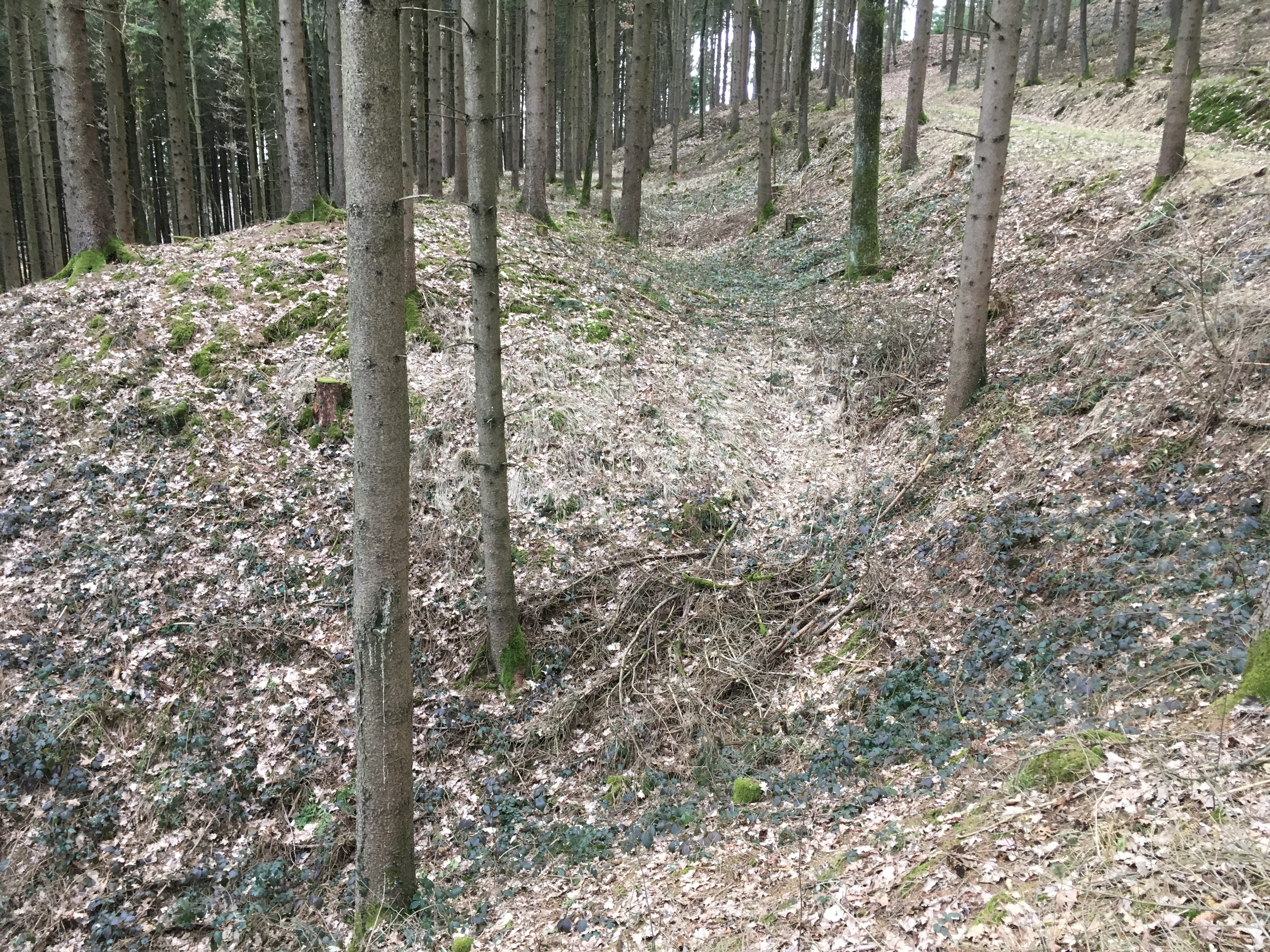
Vorwälle und Gräben im Osten